# تحالف التنقل الذكي هارموني
تحالف التنقل الذكي هارموني (HIMA) (بالإنجليزية: Harmony Intelligent Mobility Alliance)‏ (بالصينية: 鸿蒙智行; البينيين: Hóngméng Zhìxíng) هو تحالف للسيارات بدأته شركة التكنولوجيا الصينية هواوي. تحت العلامة التجارية HIMA، تشارك هواوي في تعريف المنتج والتصميم والتسويق وتجربة المستخدم ومراقبة الجودة وتوفر برامج وأجهزة المركبات الذكية لمصنعي السيارات التقليدية.
ويضم أعضاء التحالف أيتو (مجموعة سيريس)، لوكسيد (شيري)، ستيلاتو (بايك بلوبارك)، مايكسترو (جاك للسيارات)، وسايك (سايك موتور).
على الرغم من أن الأسماء الإنجليزية لكل علامة تجارية للتحالف ليست مرتبطة ارتباطًا وثيقًا، إلا أن أسماءها الصينية كلها تحمل اسم الحرف الصيني "界"، مثل 问界؛ Wènjiè (أيتو AITO) و 智界؛ Zhìjiè (لوكسيد Luxeed). حقوق ملكية الأسماء الإنجليزية والصينية للعلامات التجارية التابعة للتحالف منفصلة. العلامات التجارية الإنجليزية مملوكة للشركات المصنعة للتحالف، بينما العلامات التجارية الصينية مملوكة لشركة هواوي.

## تاريخ الشركة
في ديسمبر 2021، أعلنت هواوي عن إطلاق العلامة التجارية أيتو وكشفت عن أول مركبة لها أيتو إم 5، وهي أول مركبة طورتها هواوي مع مجموعة سيريس. تعتمد أجهزة السيارة على سيريس إس إف 5 (إس يو في).
في يونيو 2023، استحوذت هواوي على العلامة التجارية أيتو (بالإنجليزية: AITO)‏ باللغة الصينية (问界/Wenjie) من مجموعة سيريس.
في نوفمبر 2023، أعلنت هواوي عن تأسيس تحالف تحالف التنقل الذكي هارموني في الصحافة الإخبارية عن لوكسيد إس 7، وهو أول نموذج تتعاون فيه هواوي مع شيري.
في ديسمبر 2023، قامت هواوي بنقل علامات تجارية متعددة تسمى "ستيلاتو" إلى بايك بلوبارك، العلامة التجارية HIMA التي تتعاون هواوي مع بايك.

## عملية التشغيل

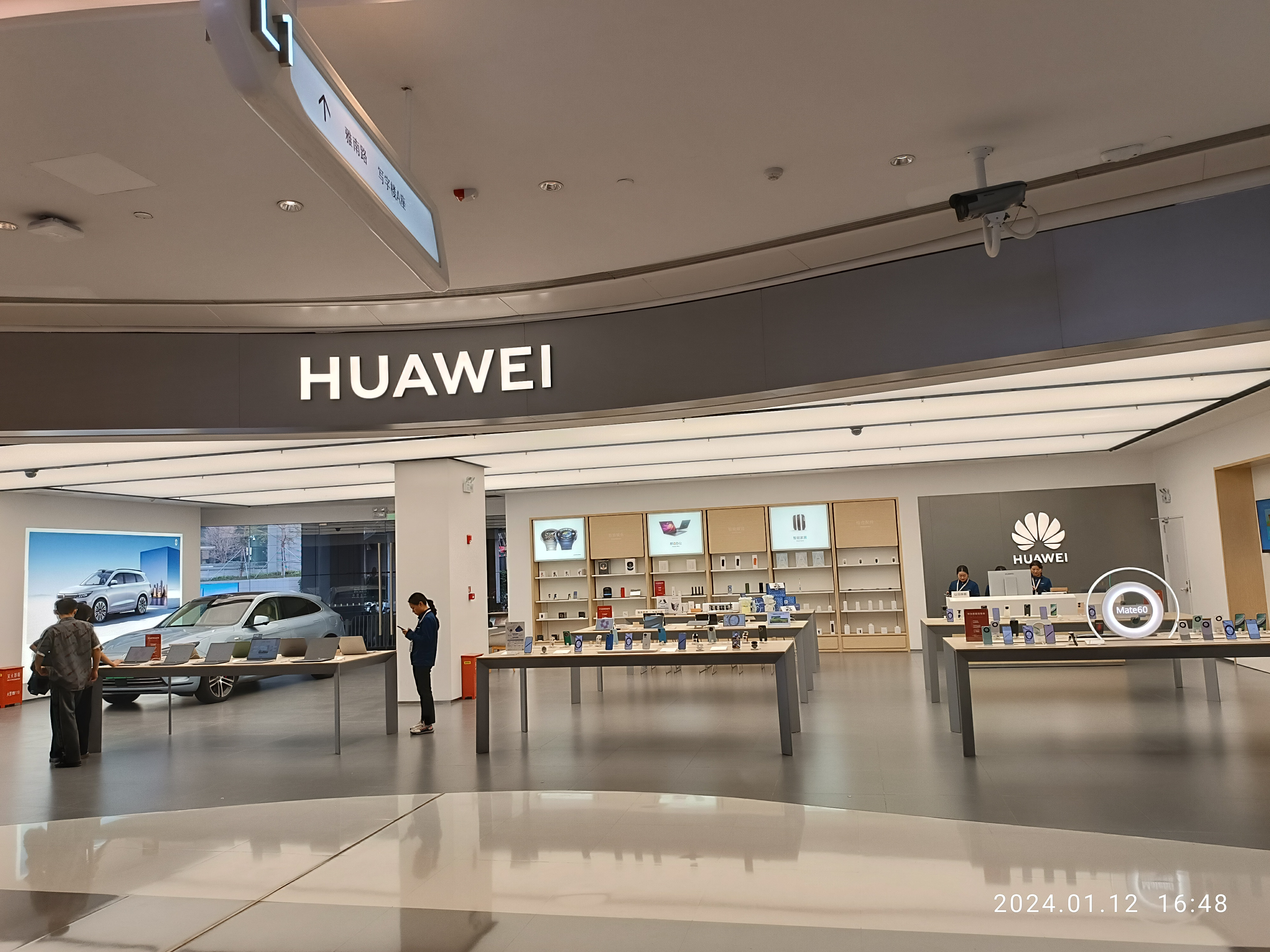
أحد متاجر هواوي في شنجن يعرض أيتو إم 5 إلى جانب منتجاته الإلكترونية.

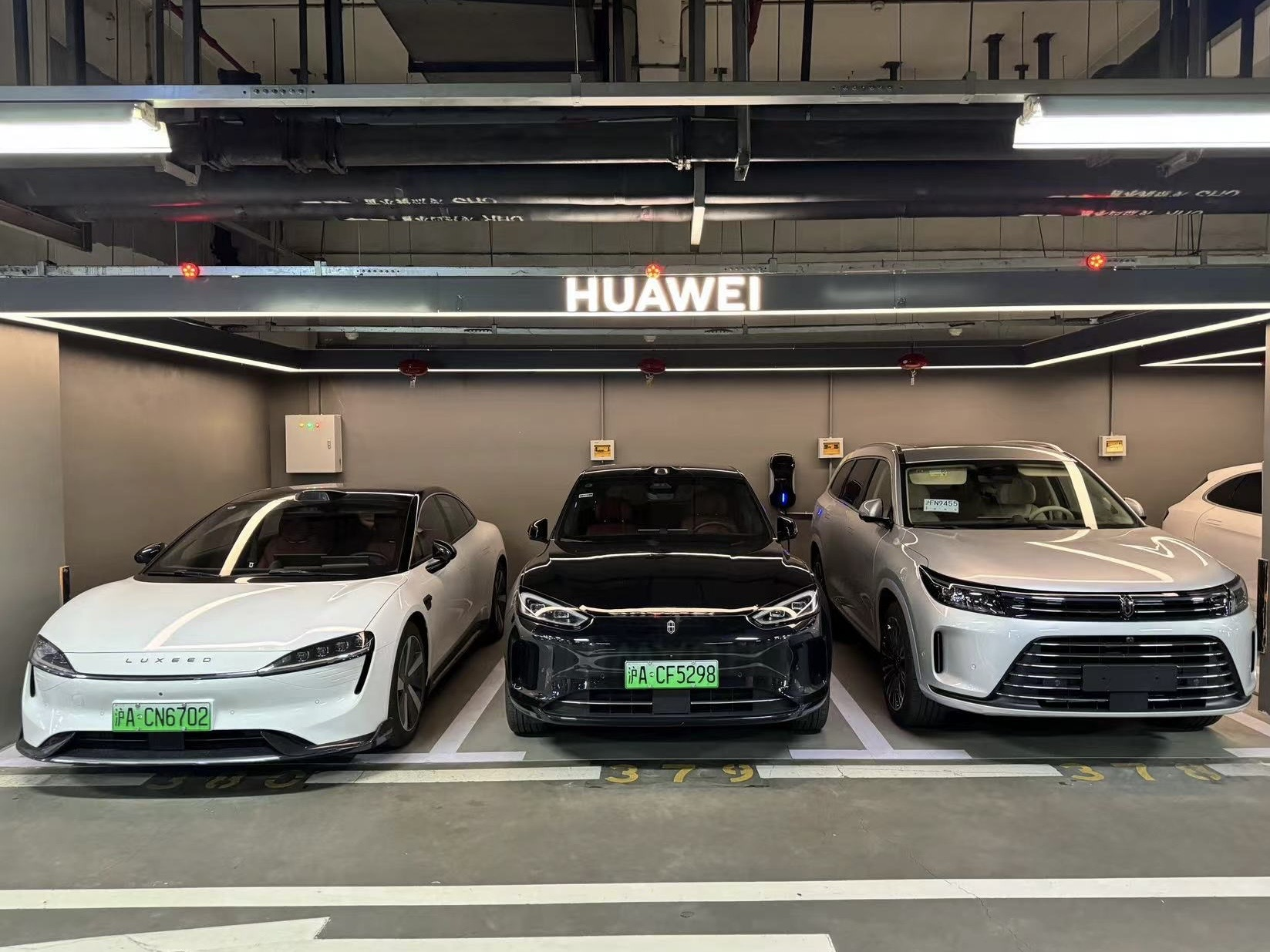
ثلاث مركبات HIMA في محطة شحن هواوي

وفقًا إلى يو تشنغدونغ، الرئيس التنفيذي لشركة Huawei Terminal BG والرئيس التنفيذي لشركة Smart Car Solution BU، فإن شركة هواوي لن تقوم بتصنيع السيارات بشكل مباشر بينما تلتزم بمساعدة شركات السيارات على بيع مركباتها من خلال تصميم المنتجات، وإدارة سلسلة التوريد، ومراقبة الجودة، والنظام البيئي للبرمجيات، والمستخدمين. إدارة الخبرة وتسويق العلامات التجارية وقنوات البيع.
وبموجب هذا التحالف، ستتخصص كل شركة مصنعة شريكة لشركة هواوي في فئة وفئة معينة من المركبات وتكون مجموعة منتجات كل شركة مصنعة غير متداخلة، وسيتم دمجها جميعًا في إطار الحل الشامل الذي تقدمه هواوي.
تخطط شركة هواوي لإنشاء متاجر HIMA مستقلة في السوق الصينية. وفقًا لخطة هواوي، سيكون لديها حوالي 800 متجر HIMA تم بناؤه حديثًا بحلول عام 2024، وتخطط للتوسع إلى 1000 متجر بحلول عام 2025. بحلول عام 2023، افتتحت HIMA بالفعل مراكز مستخدمي الامتياز في 78 مدينة على مستوى البلاد. توفر مراكز المستخدمين خدمات متكاملة، بما في ذلك المبيعات والتسليم ودعم ما بعد البيع، مما يجسد نهج النافذة الواحدة. أحد معايير اختيار الشركاء هو تفضيل ذوي الخبرة في مجال بيع وصيانة السيارات الفاخرة (الميكانيكية والطلاء كلاهما). بالإضافة إلى فتح مراكز مستخدمين جديدة للامتياز، هناك أيضًا تحول مستمر لمراكز المستخدمين الحالية، مع إعادة تسمية بعض المنافذ من "AITO" إلى "HIMA".

## التكنولوجيا

### HarmonyOS Cockpit
هارموني أو إس كوكبيت هو الحل الذي تقدمه هواوي للسيارات الكهربائية والمستقلة التي تعمل بخط كيرين الخاص بها من نظام على شريحة (SoC)، وشاشات عرض الواقع المعزز (AR-HUD) ومجموعة الأدوات الذكية. فتحت شركة هواوي واجهات برمجة التطبيقات الخاصة بنظام هارموني أو إس كوكبيت (بالإنجليزية: HarmonyOS Cockpit)‏ لمساعدة مصنعي المعدات الأصلية للسيارات والموردين وشركاء النظام البيئي في تطوير ميزات مختلفة.

### نظام القيادة الذاتية
تم تجهيز مركبات أيتو بنظام ADS (نظام القيادة الذاتية) الذي طورته شركة هواوي. بالنسبة لـ ADS 2.0 الحالي، فهو مركب من 128 ليدار ، و11 كاميرا عالية الدقة، و3 رادارات MMW، و12 رادارًا فائق الصوت ومجموعة شرائح هواوي ذاتية التطوير.
تم تدريب نظام ADS على بيانات القيادة الواقعية ويمكنه تحقيق القيادة الذاتية من المستوى 2+ . يمكنه أداء حكم وتشغيل مثل الإنسان مثل الانعطاف الدقيق، وإفساح المجال للمشاة، والتعرف على العوائق غير المنتظمة وتجنبها، فضلاً عن اكتشاف الحيوانات وتجنبها. ويمكنه أيضًا إجراء صف السيارات تلقائيًا وخدمة صف السيارات.
وفقًا لشركة هواوي، كان سعر ADS 2.0 هو 36000 يوان صيني (حوالي 5200 دولار أمريكي) لكل مركبة عند بيعها إلى الشركة المصنعة الشريكة.

## شراكة هواوي مع شركات تصنيع السيارات
اتخذت شراكة هواوي مع شركات تصنيع السيارات شكل ثلاثة نماذج، نموذج توريد قطع الغيار الموحد، ونموذج "Huawei Inside" (HI)، وتحالف التنقل الذكي هارموني (HIMA).
- المستوى 1 تحالف التنقل الذكي هارموني (HIMA) - توفر شركة هواوي مجموعة كاملة من حلول المركبات وتشارك في تعريف المنتج والتصميم والتسويق وتجربة المستخدم ومراقبة الجودة والتسليم، بينما الشركات المصنعة هي المسؤولة عن تصنيع المركبات.
- المستوى الثاني Huawei Inside (HI) — توفر شركة هواوي حلاً متكاملاً للسيارات الذكية وقمرة القيادة الذكية من هواوي لمصنعي السيارات. في هذا الوضع، تعمل شركة هواوي على تمكين ذكاء المركبات من خلال توفير كل من البرامج والأجهزة، ولكنها لا تشارك في تصميم المركبات وتطويرها وتسويقها. أركفوكس وأفاتر و فوياه يعتمدون هذا النموذج حاليًا.

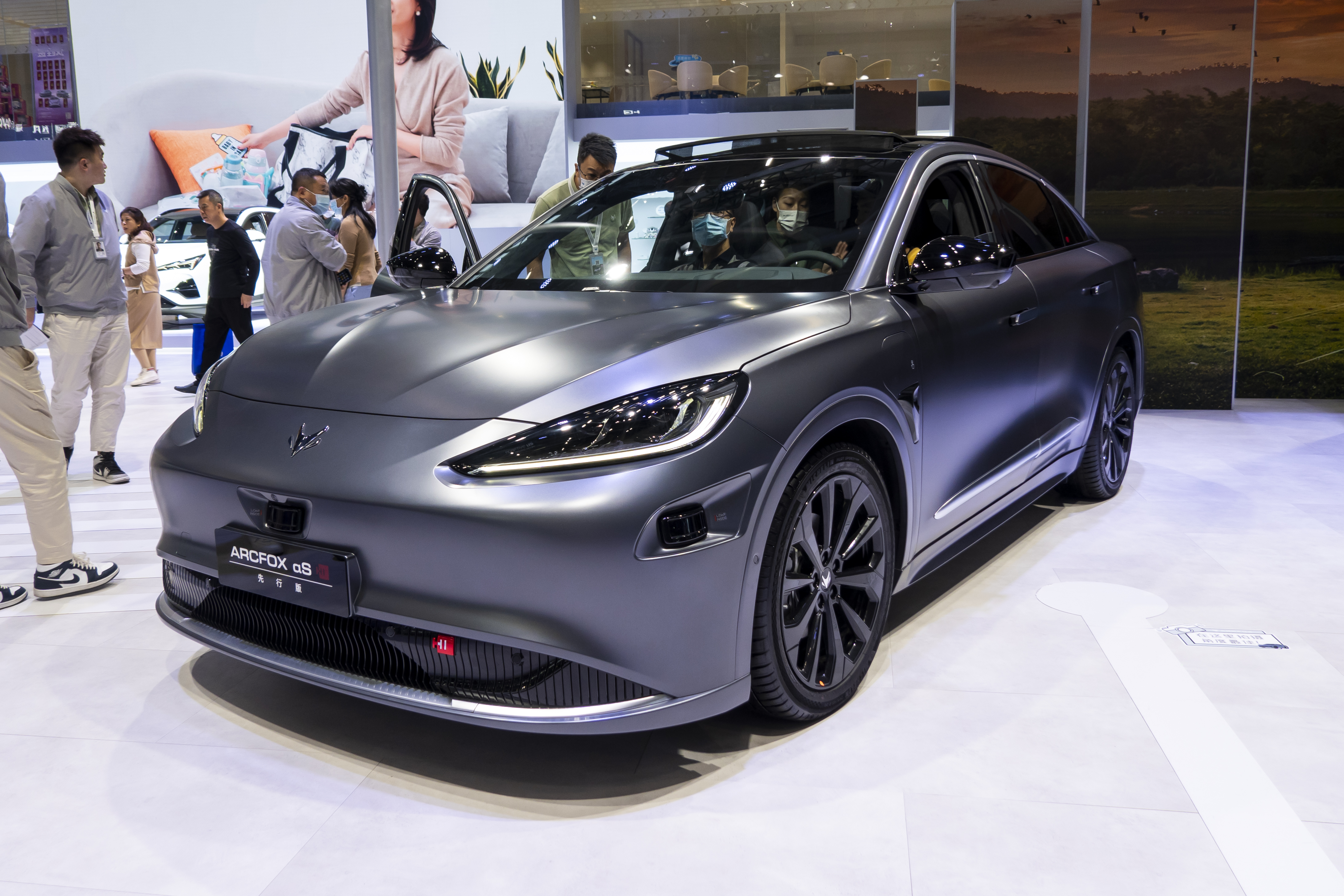
أركفوكس ألفا-إس

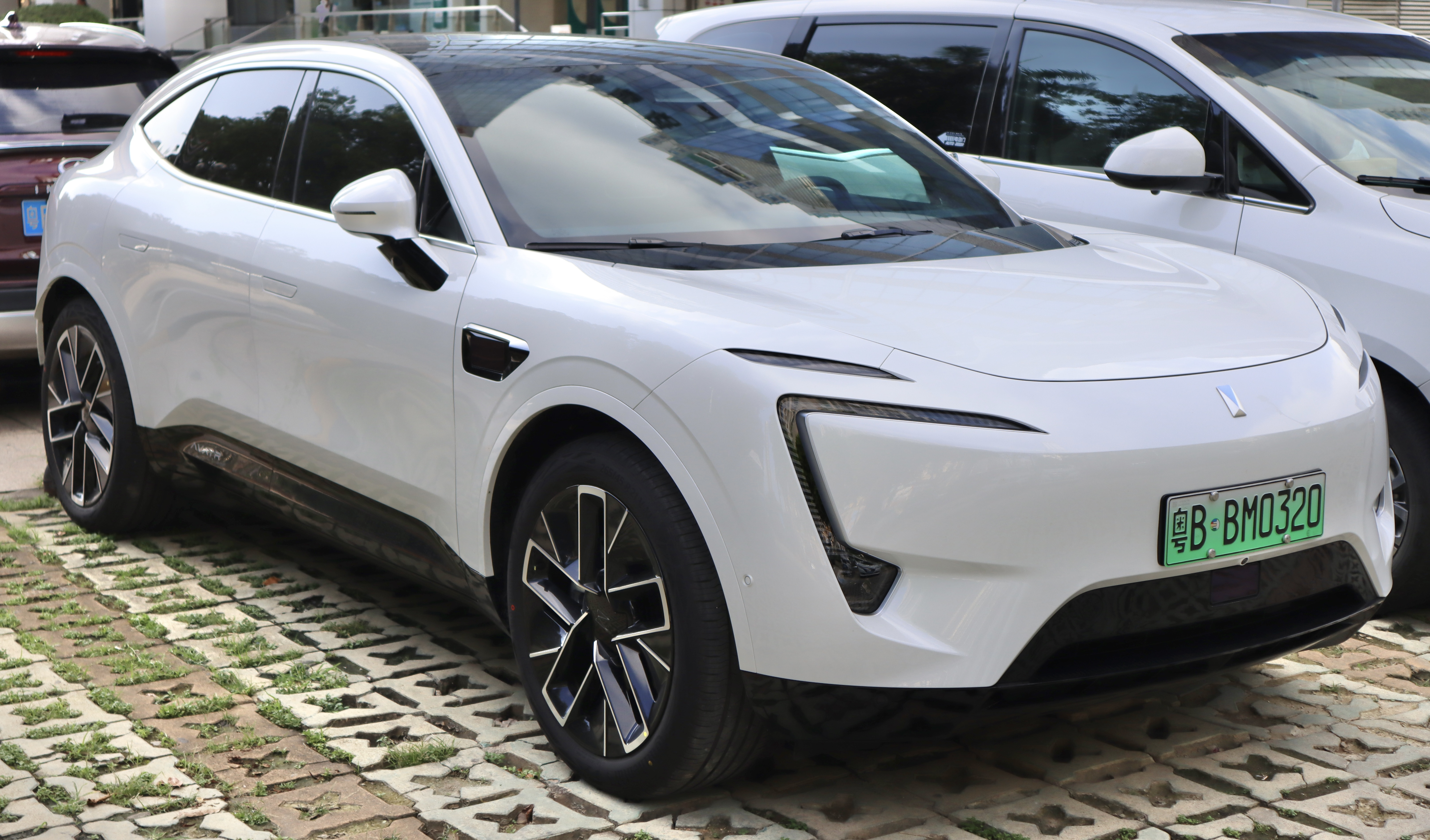
أفاتر 11

- المستوى الثالث توريد قطع الغيار القياسية – توفر شركة هواوي قطع غيار ومكونات السيارات مثل ليدار والمحركات الكهربائية والكاميرات وإدارة الطاقة لشركات تصنيع السيارات، وهو النموذج الأساسي.

## العلامات التجارية للتحالف

### أيتو
أيتو (بالإنجليزية: AITO)‏ (بالصينية: 问界) (بالبينيينة: Wènjiè) هي العلامة التجارية المستخدمة لتعاون هواوي مع مجموعة سيريس .

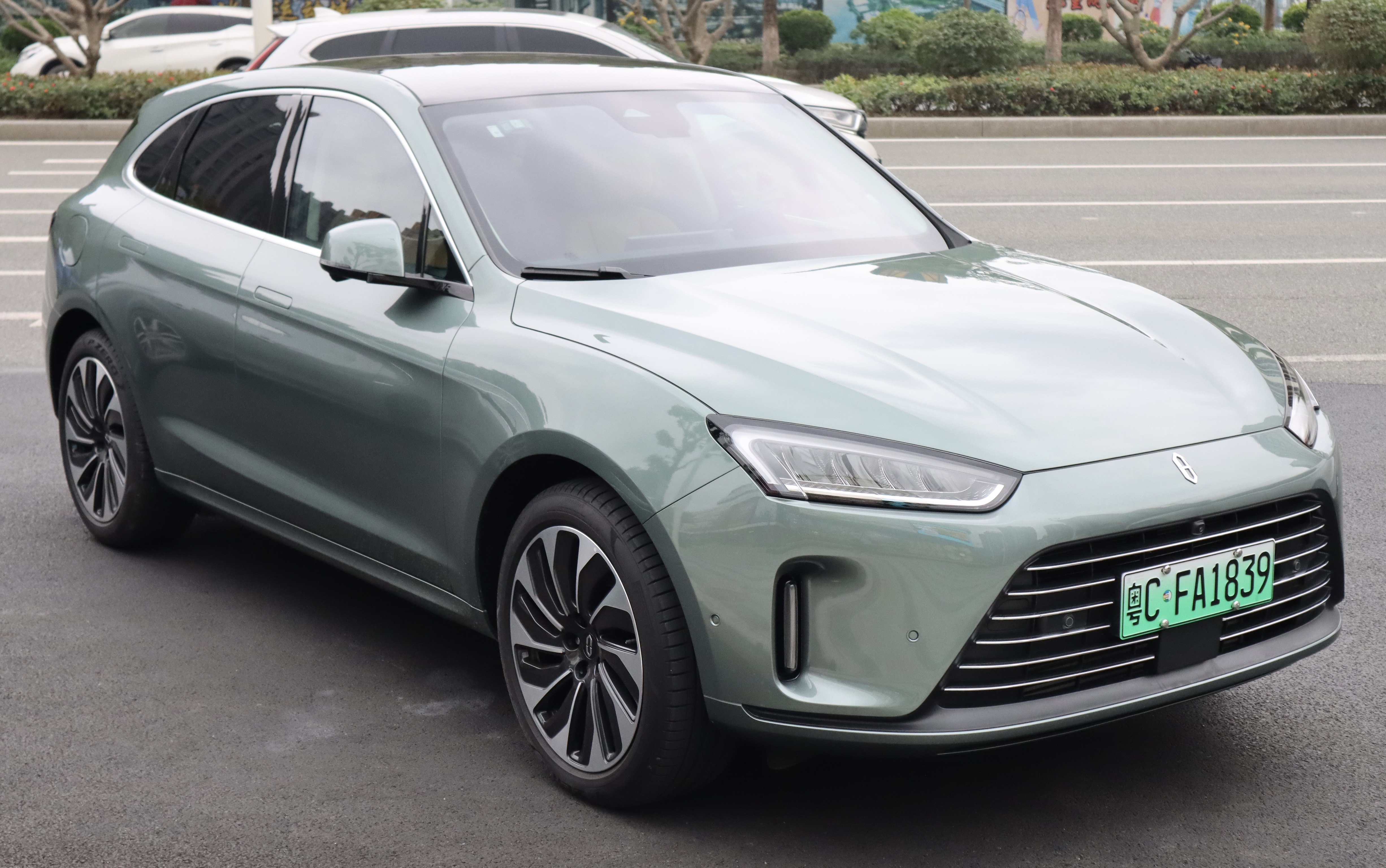
أيتو إم 5
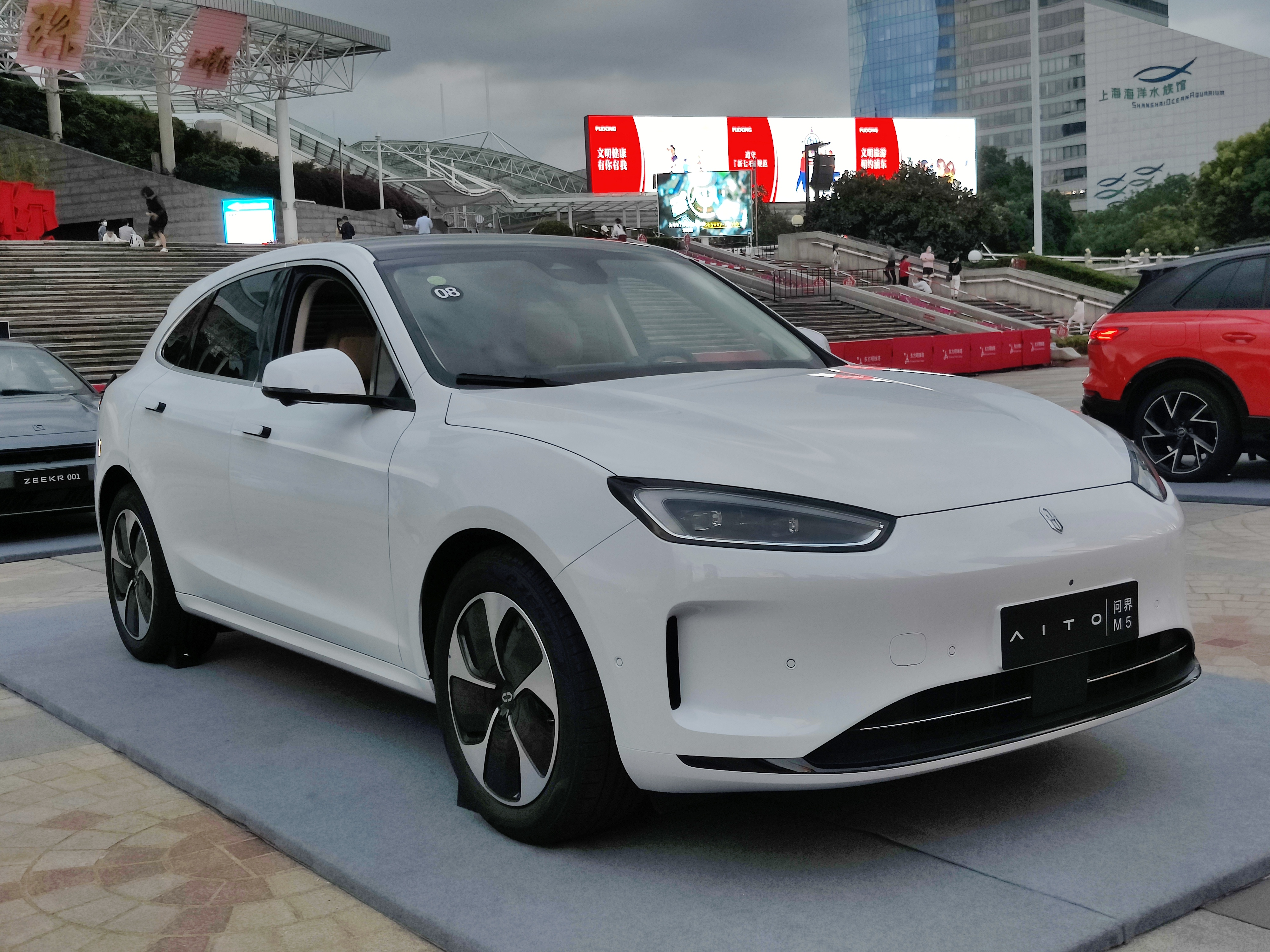
أيتو إم 5 إي في
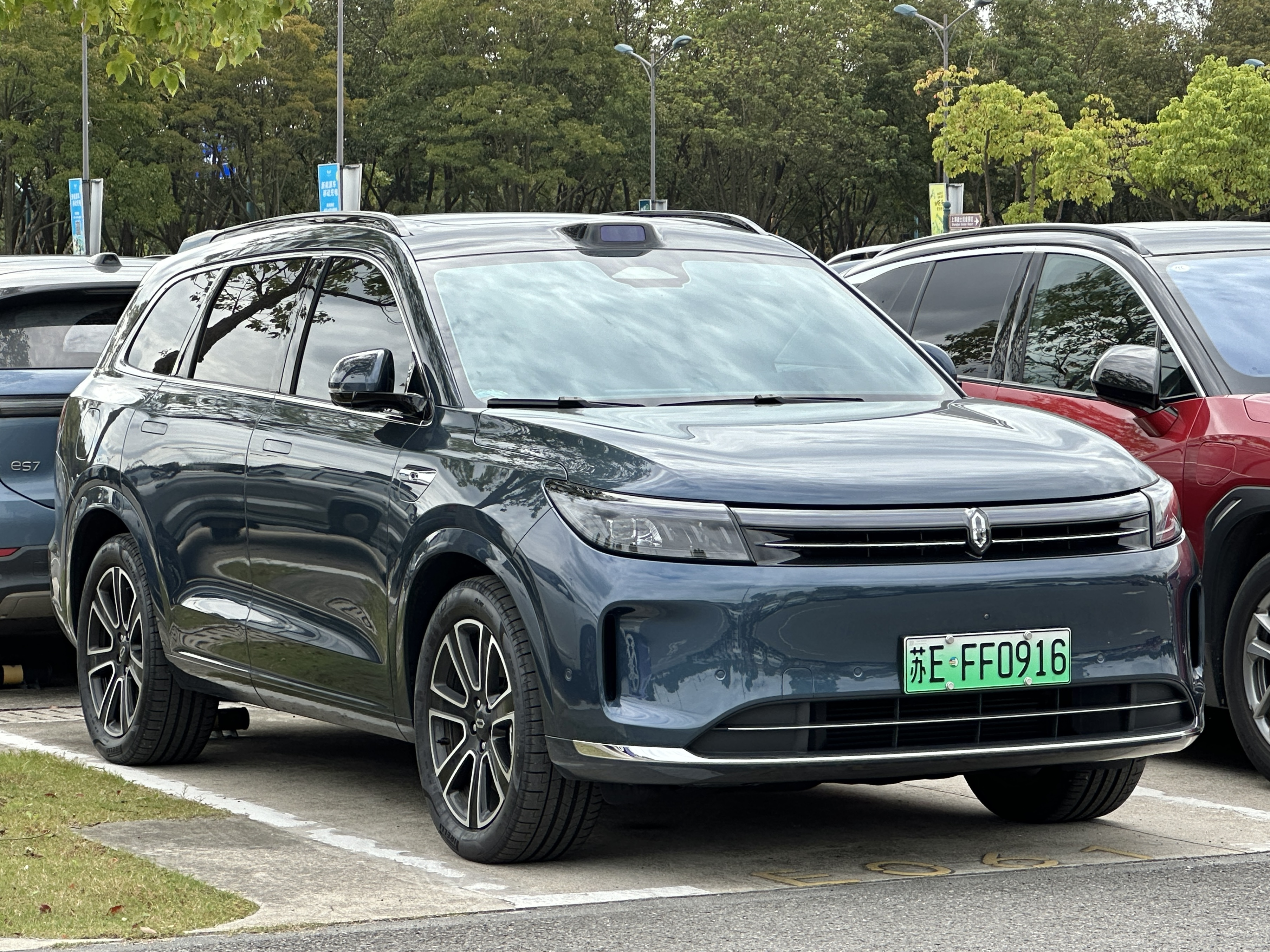
أيتو إم 7
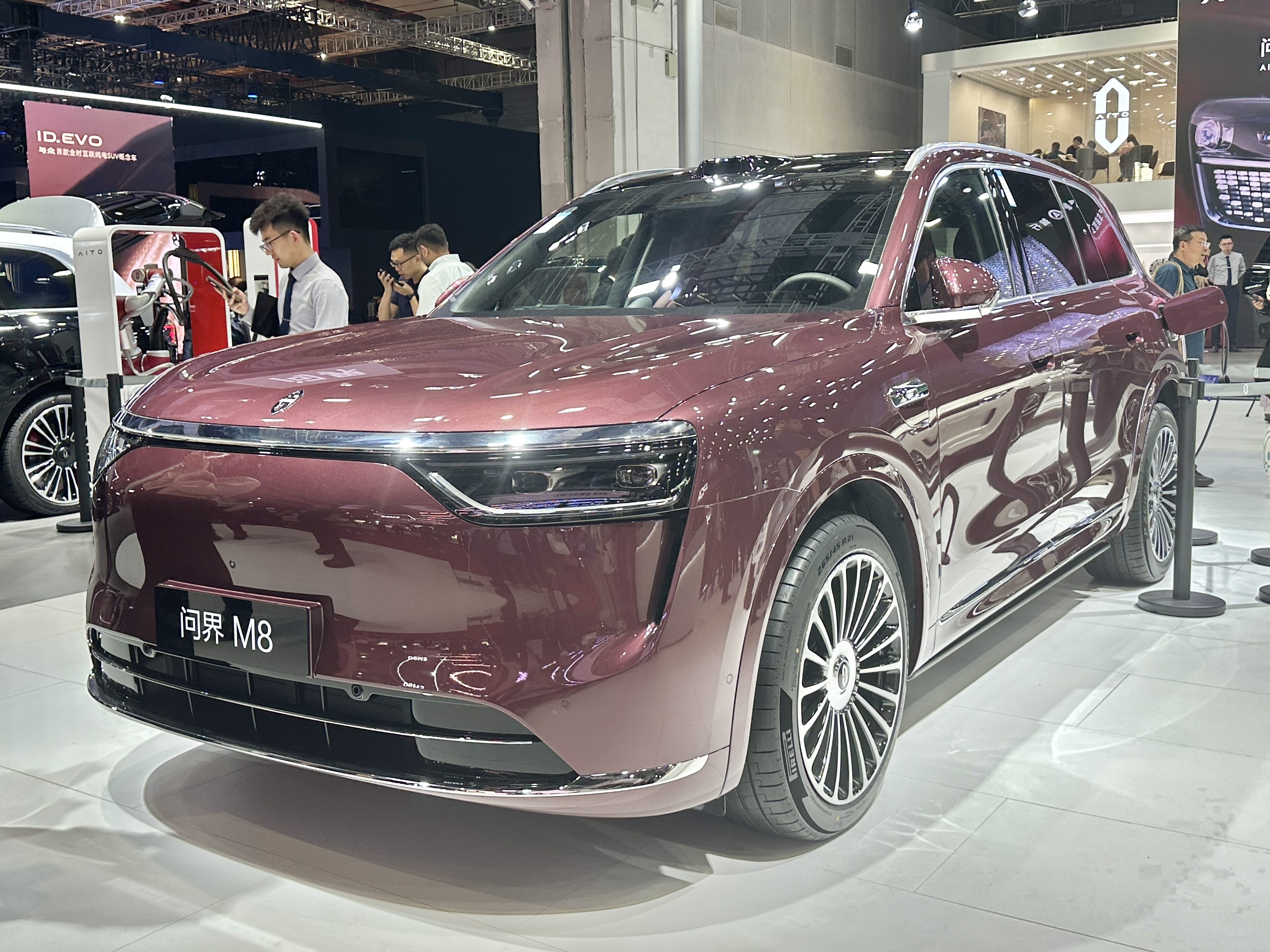
أيتو إم 8
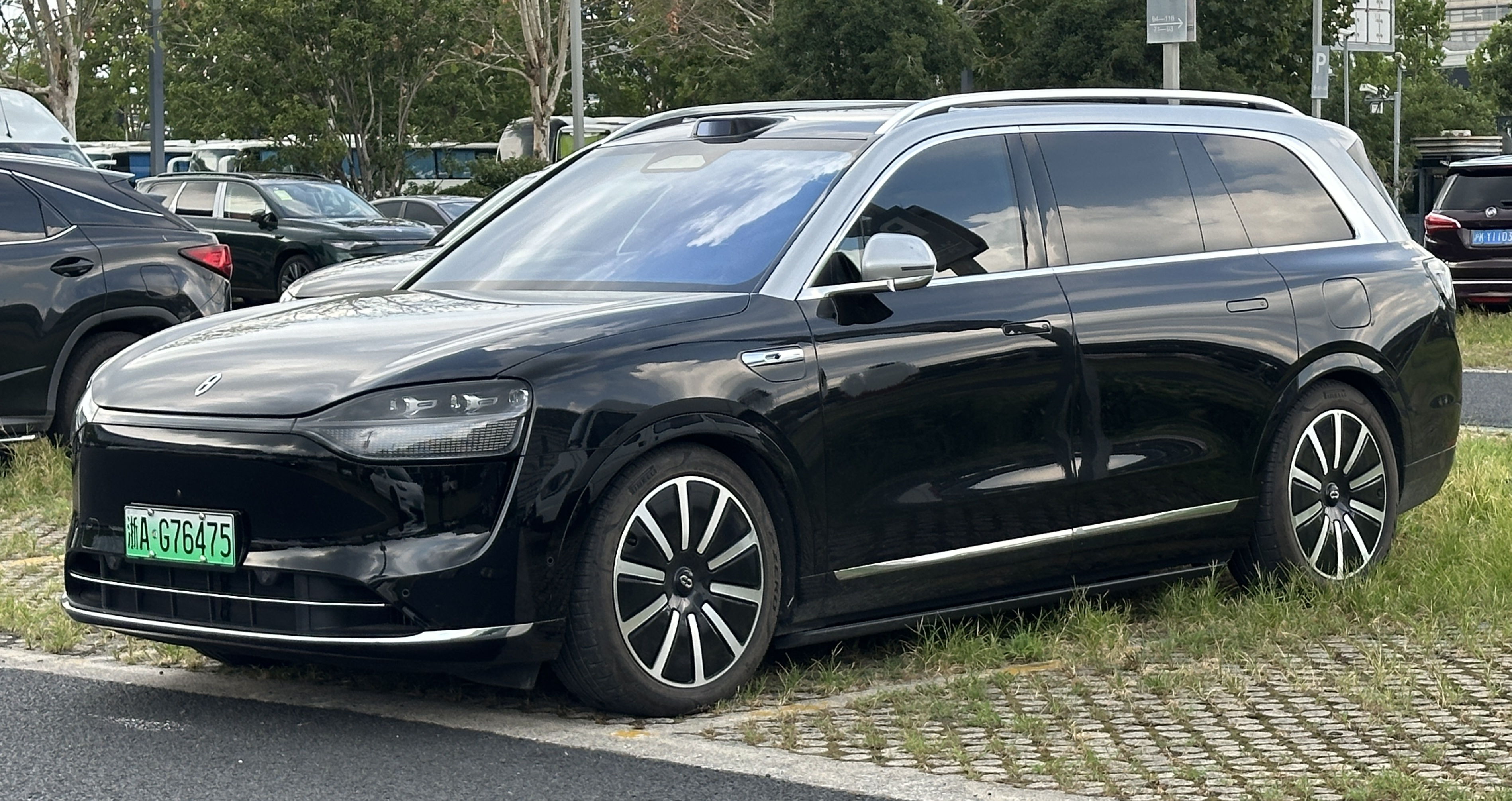
أيتو إم 9

### لوكسيد
لوكسيد (بالإنجليزية: Luxeed)‏ (بالصينية: 智界) (بالبينيينة: Zhìjiè) هي العلامة التجارية المستخدمة لتعاون هواوي مع شيري .

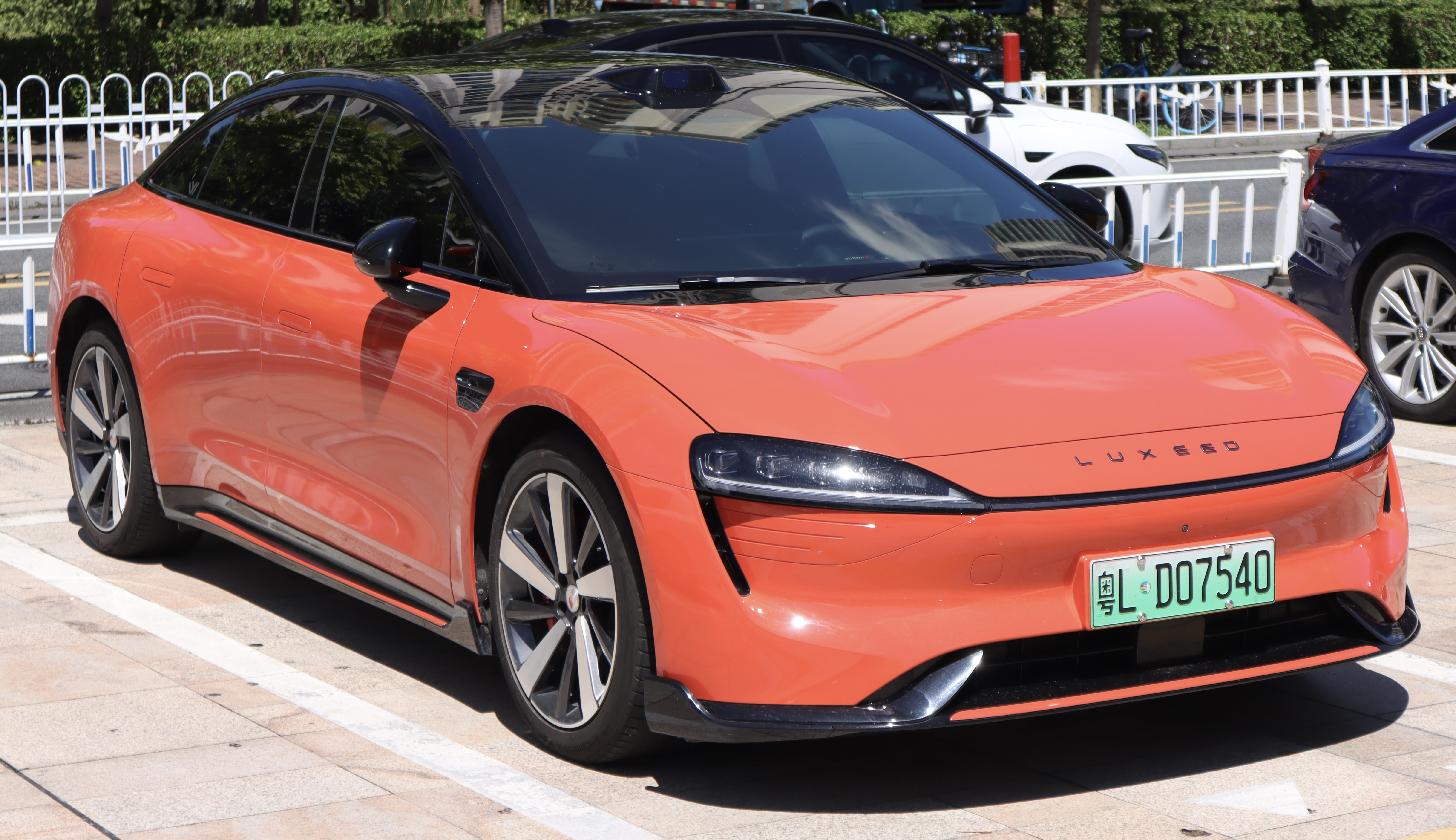
لوكسيد إس 7
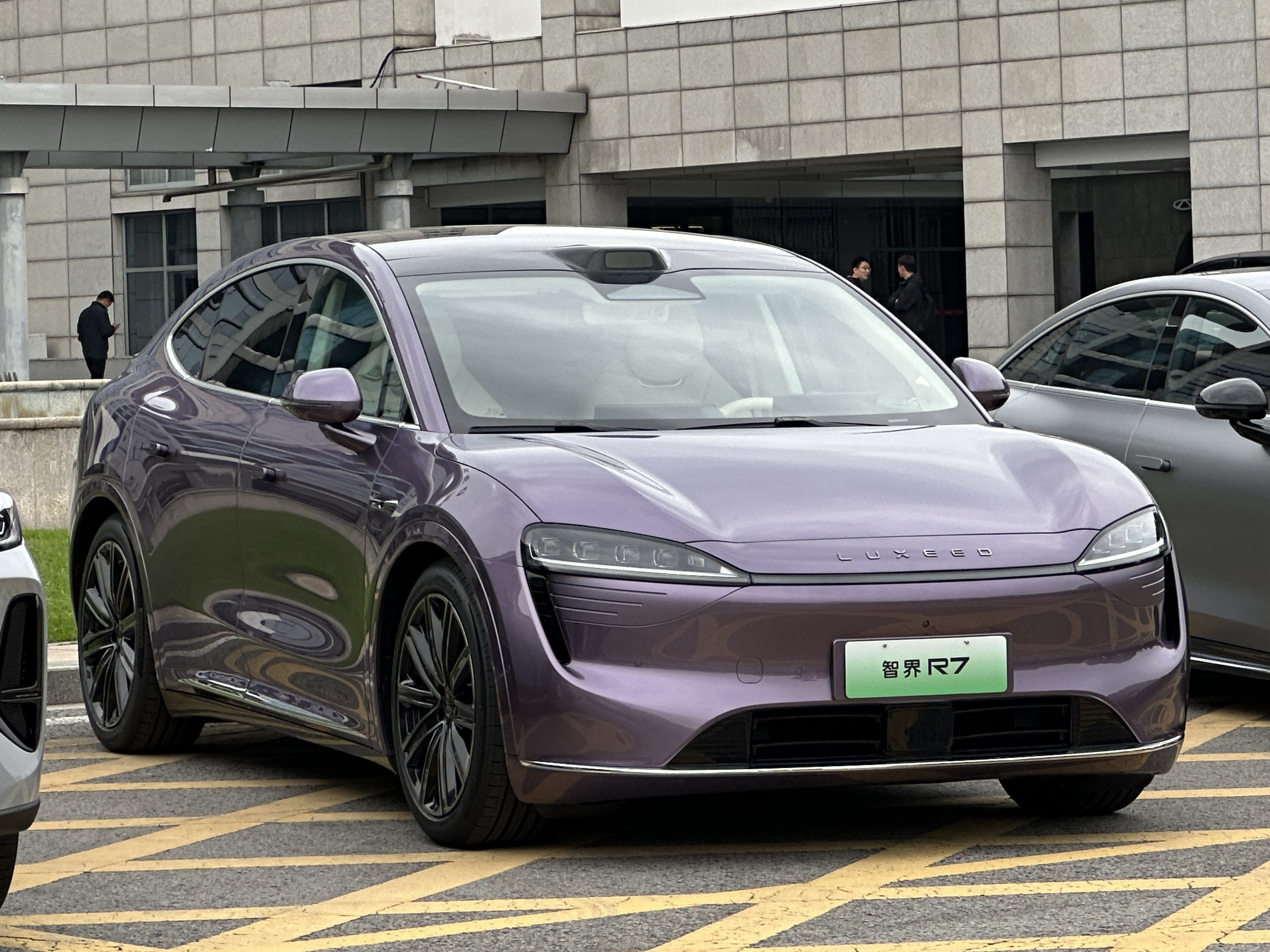
لوكسيد أر 7

### ستيلاتو
ستيلاتو (بالإنجليزية: Stelato)‏ (بالصينية: 享界) (بالبينيينة: Xiǎngjiè) العلامة التجارية المستخدمة لتعاون هواوي مع بايك بلوبارك، وهي شركة تابعة لمجموعة بايك.

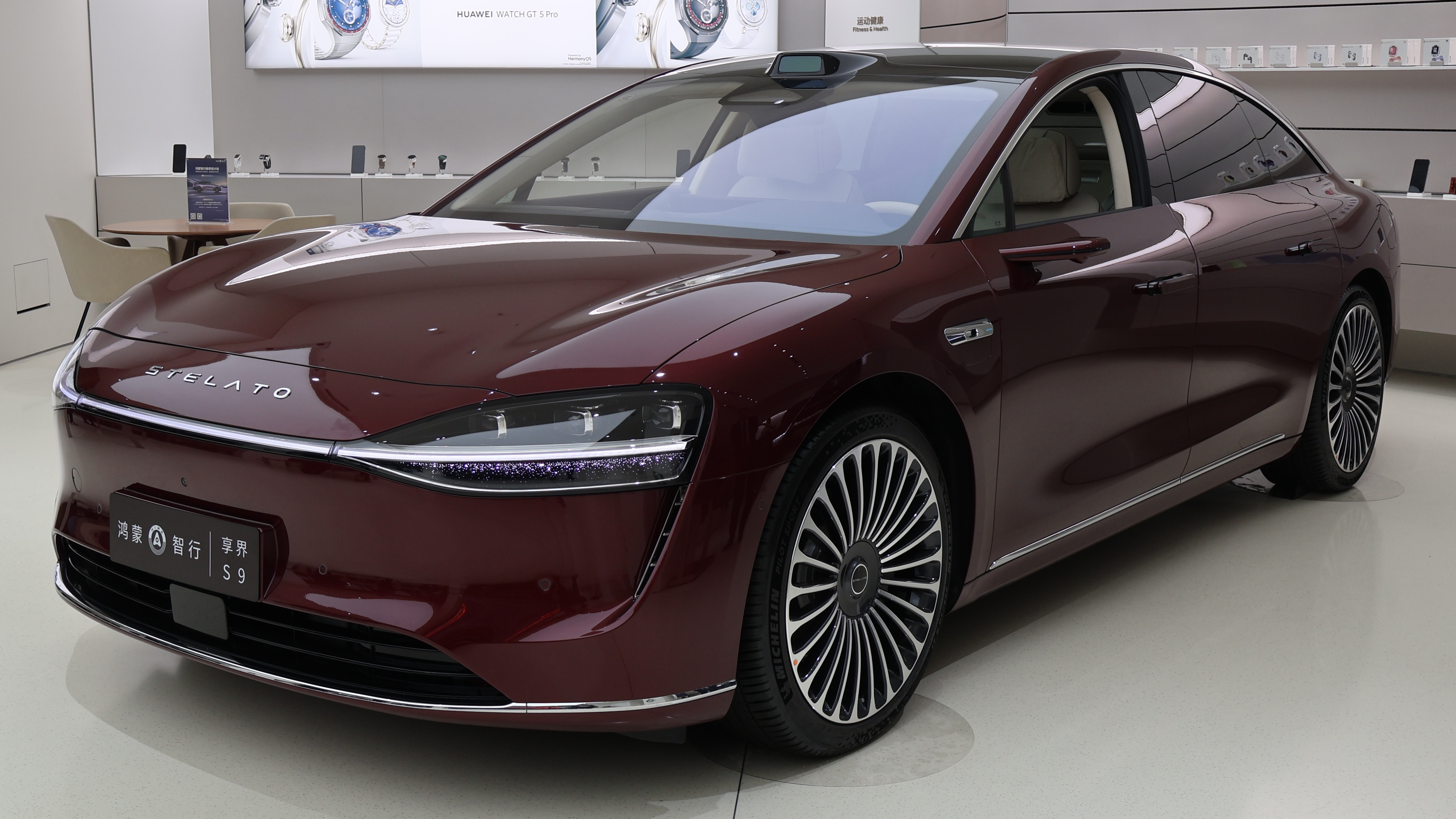
ستيلاتو إس 9

### مايكسترو
مايكسترو (بالإنجليزية: Maextro)‏ (بالصينية: 尊界; البينيين: Zūnjiè) علامة تجارية مستخدمة في تعاون هواوي مع مجموعة جاك.

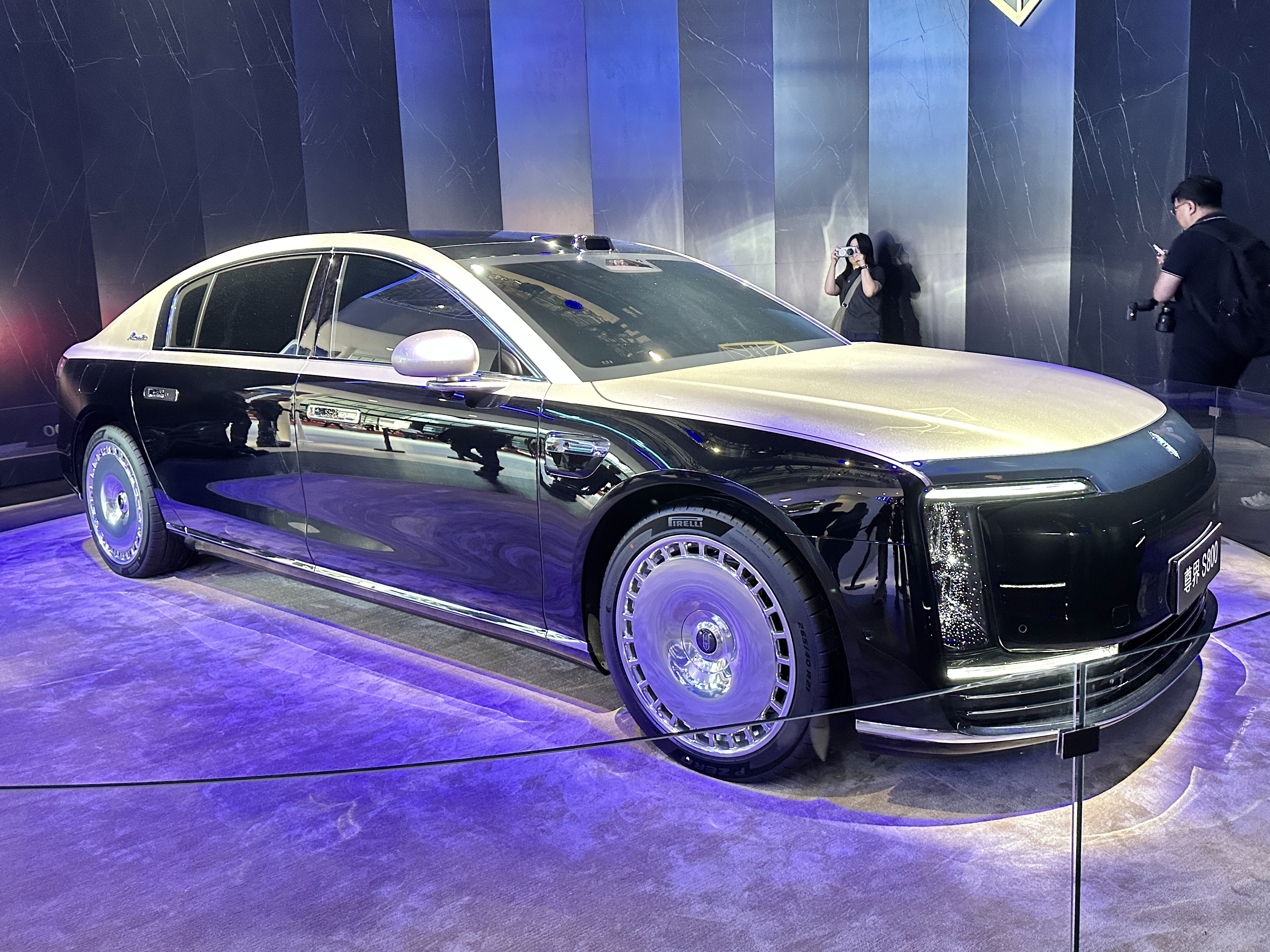
Maextro S800

### سايك
سايك (بالإنجليزية: SAIC)‏ (بالصينية: 尚界; البينيين: Shàngjiè) هي العلامة التجارية المستخدمة في تعاون هواوي مع سايك موتور.

## المبيعات
| السنة | المجموع | أيتو    | لوكسيد | ستيلاتو | مايكسترو |
| ----- | ------- | ------- | ------ | ------- | -------- |
| 2022  | 76,180  | 76,180  | -      | -       | -        |
| 2023  | 95,279  | 94,380  | 899    | -       | -        |
| 2024  | 444,956 | 386,907 | 57,956 | 4,232   | -        |

نظرًا لأن HIMA لا تعتبر شركة مصنعة للسيارات من قبل حكومة الصين، فإن أرقام مبيعات كل علامة تجارية لـ HIMA تتداخل مع الشركات المصنعة الشريكة لها.

## وصلات خارجية
الموقع الرسمي